# Herochroma montana
Herochroma montana là một loài bướm đêm trong họ Geometridae.